# Перегони «Гарматне ядро» 2
«Перегони „Гарматне ядро“ 2» (англ. The Cannonball Run 2) — американський комедійний фільм, перший сиквел фільму Перегони «Гарматне ядро». Вийшов на екрани в 1984 році.

## Сюжет
Продовження широко відомої першої частини. Цього разу шейх вирішує організувати божевільні перегони через всі Сполучені Штати Америки із заходу на схід. Причому приз становить ні багато ні мало, один мільйон доларів. Природно всі учасники перших перегонів виходять на старт і до них додаються безліч нових гонщиків… Перегони ці незвичайні — у них немає правил, головне стати першим за будь-яку ціну.

## У ролях
- Берт Рейнольдс — Джей-Джей МакЛур
- Дом ДеЛуїз — Віктор Принцим/Капітан Хаос
- Дін Мартін — Джеймі Блейк
- Семмі Девіс молодший — Морріс Фендербаум
- Джеймі Фарр — Шейх
- Джек Елам — доктор Ніколас Ван Хелсінг
- Марілу Хеннер — Бетті
- Сюзан Ентон — Джил
- Ширлі Маклейн — Вероніка
- Джекі Чан — Джекі Чан механік Mitsubishi
- Річард Кіл — Арнольд, водій Mitsubishi
- Френк Синатра — Френк Синатра
- Генрі Сільва — Слім